# Kenton Duty
Kenton Duty (n. 12 mai 1995 în Plano, Texas) este un actor american.

## Filmografie
- 2:13 (2009) - Tânărul Russell
- Forget Me Not (2009) - Tânărul Chad
- Crazy on the Outside (2010) - Ethan Papadopolous
- My Name Is Khan (2010) - Reese Garrick cel bătrânul

## Seriale
- The Tonight Show with Jay Leno (2006-2007) - Spelling Bee Contestant/Boy #1/ Halloween skit
- Crăciun în Paradis (2007) - Michael Marino
- 3-Minute Game Show (2008) - El însuși
- Cold Case (2008) - Tânărul Chuck Collier '69
- Ctrl (2009) - Tânărul Ben
- The Jay Leno Show (2009) - Adolescent/High School Boy
- Lost (2010) - Băiatul adolescent (Young Jacob)
- Jimmy Kimmel Live! (2010) - Tânărul Jacob
- Totul pentru dans (2010) - în prezent Gunther Hessenheffer